# Hiliserangkai
Hiliserangkai is een bestuurslaag in het regentschap Nias Selatan van de provincie Noord-Sumatra, Indonesië. Hiliserangkai telt 504 inwoners (volkstelling 2010).